# Woolwich Ferry
De Woolwich Ferry, ook wel Woolwich Free Ferry genoemd, is een gratis veerdienst voor voetgangers, fietsers en gemotoriseerd verkeer over de rivier de Theems in het oostelijk deel van Londen. Een veerpont tussen North Woolwich en Woolwich bestond al in de middeleeuwen. De veerdienst vervoert circa 1 miljoen voertuigen en ruim 2 miljoen passagiers per jaar (merendeels inzittenden van auto's). Het aantal reizigers te voet daalde in 1912 sterk door de opening van de Woolwich Foot Tunnel en in 2009 door de komst van de Docklands Light Railway.

## Ligging
De Woolwich Ferry verbindt de wijk North Woolwich in de Borough of Newham met Woolwich in de Royal Borough of Greenwich. De Woolwich Ferry is de enige rivierovergang voor auto's en vrachtwagens tussen de Blackwall Tunnel (3 km stroomopwaarts) en de Dartford Crossing (16 km stroomafwaarts).

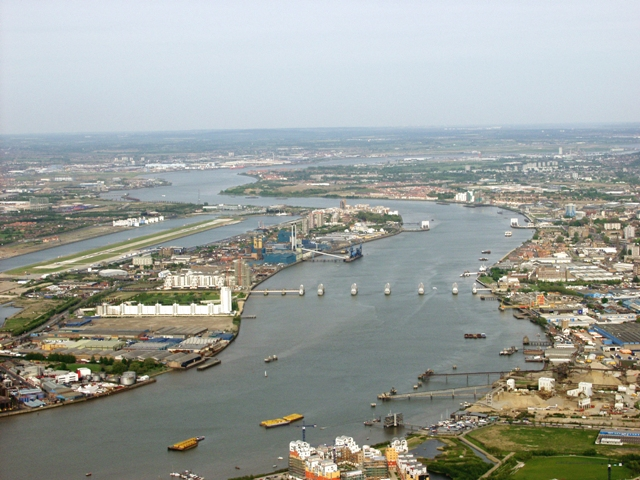
De Theems bij Woolwich

De veerpont van Woolwich bevindt zich op een punt in de Theems, waar maar liefst vier rivierovergangen te vinden zijn. Van west naar oost: de Woolwich Ferry, de Woolwich Foot Tunnel, de nieuwe Crossrail-tunnel en de tunnel van de DLR. De Woolwich Foot Tunnel bevindt zich op een afstand van minder dan 50 m ten oosten van de veerpont. De ferry beschrijft bij zijn overtocht een curve (vanwege de stroming) en passeert daarbij tweemaal de voetgangerstunnel, maar blijft daar uiteraard ver boven.
De Woolwich Ferry is onderdeel van de binnenring van Londen, ten zuiden van de Theems aangeduid als A117 of South Circular Road, ten noorden daarvan als A205, aansluitend op de A1020 (North Circular Road). Doordat alternatieve rivierovergangen in de omgeving ontbreken en het wegennet aan beide zijden ontoereikend is, staan er vaak files bij de pont. In Woolwich vormt de A206, een andere toevoerweg voor de ferry, een ongelukkige barrière tussen het stadscentrum en het rivierfront.

## Geschiedenis

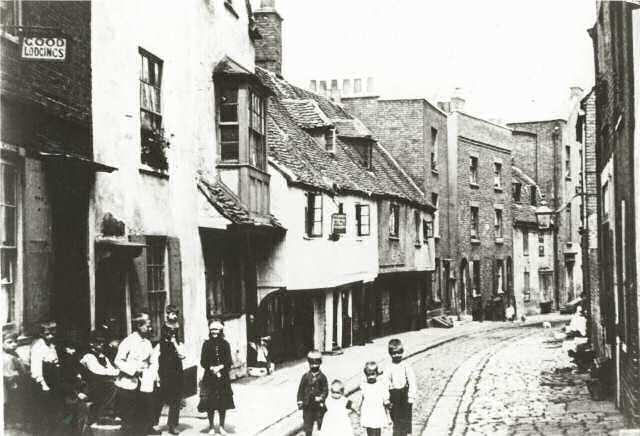
Hog Lane in oud-Woolwich. De rechterzijde van de straat werd in 1888 gesloopt om meer ruimte te maken voor de nieuwe ferry

Al in de middeleeuwen bestond de mogelijkheid om de Theems tussen het stadje Woolwich en het gebied North Woolwich, beide toen nog tot het graafschap Kent behorend, over te steken. De eerste schriftelijke vermelding van een pontveer dateert uit 1308, toen William de Wicton het veer voor £10 verkocht aan William atte Halle. Twaalf jaar later ging het veer opnieuw in andere handen over, deze keer voor 100 zilvermark (ca £60). Waarschijnlijk bleef het veer tot de 19e eeuw privaatbezit. De oudste kern van Woolwich ontstond op de plek waar tegenwoordig de zuidelijke ferry terminal ligt. Van oud-Woolwich is niets meer over; een deel van de bebouwing werd eind 19e eeuw gesloopt voor de komst van een nieuwe ferry en de bouw van een kolencentrale, de laatste resten verdwenen halverwege de 20e eeuw.

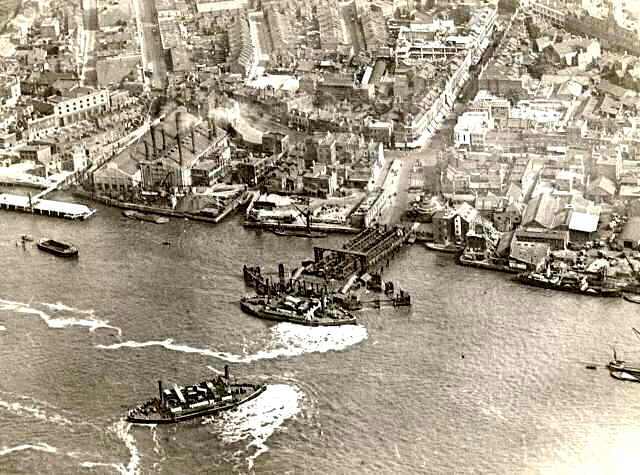
Luchtfoto, ca 1925

Vanwege de groei van Royal Arsenal begon de overheid in 1811 een eigen veerdienst, een jaar later gevolgd door een particuliere dienst, die echter in 1844 werd opgeheven. Twee jaar later begon de onderneming Eastern Counties and Thames Junction Railway opnieuw een veerdienst in Woolwich. In de loop van de 19e eeuw bleken deze initiatieven ontoereikend voor het toenemende forensenverkeer tussen de Docklands, de oostelijke haven van Londen, en Woolwich, waar het Royal Arsenal de voornaamste werkgever was. In 1887 gaf de Metropolitan Board of Works, later London County Council, opdracht aan Joseph Bazalgette een nieuwe veerdienst te ontwerpen, de Woolwich Free Ferry, een gratis, frequente rivierverbinding met twee raderstoomboten. De kosten van de veerboten bedroegen £10.650 elk; voor de bouw van de pontsteigers werd £54.900 uitgetrokken. De opening vond plaats op 23 maart 1889 door de latere premier Archibald Primrose.

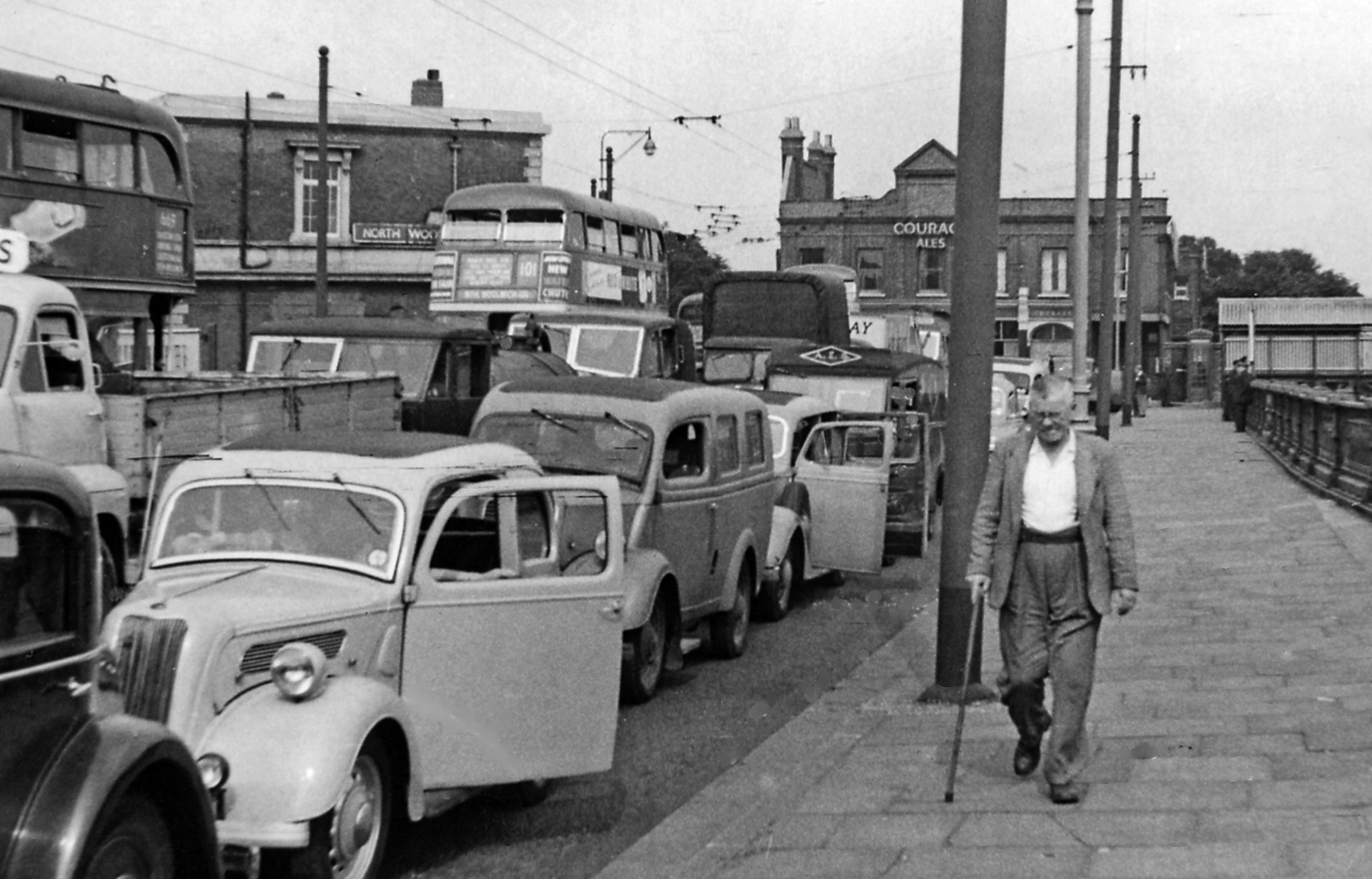
Wachten op de ferry in 1955

Aanvankelijk werd gevaren met twee boten, maar vanaf de jaren twintig bleek de capaciteit onvoldoende en kwam een derde veerboot in de vaart. In de jaren vijftig waren de wachttijden bij de ferry dusdanig lang, dat het voor het verkeer sneller was om om te rijden via de Blackwall Tunnel. Pas in 1963 werden de stoomschepen vervangen door dieselschepen. De nieuwe veerboten waren bovendien roll-on-roll-offschepen, wat de lange wachttijden bij de ferry enigszins verkortte. Enkele jaren later werden de huidige, betonnen steigers gebouwd.
Tot 1986 werden de veerdiensten uitgevoerd onder toezicht van de Greater London Council. Na de opheffing van dit orgaan nam de raad van Greenwich Borough de verantwoordelijkheid over. In 2008 werd deze taak overgedragen aan Serco en sinds 2013 voert Briggs Marine de veerdiensten uit. De noodzaak om de huidige veerboten te vervangen, in combinatie met de verkeersindigestie in Woolwich, heeft de discussie op gang gebracht of de veerdienst niet beter westwaarts verplaatst kan worden (naar Thamesmead), of eventueel vervangen kan worden door een brug of tunnel elders (Thames Gateway Bridge of Gallions Reach Crossing).

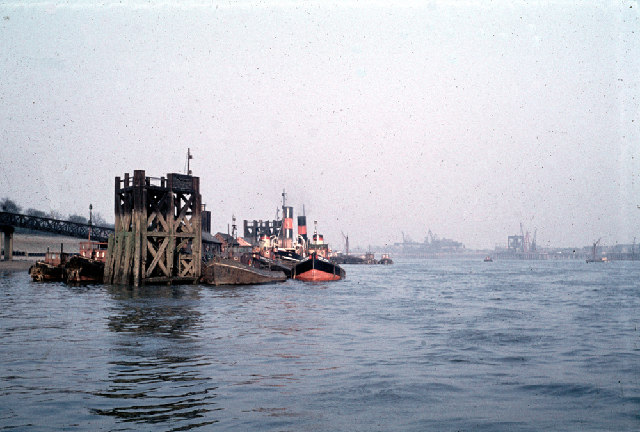
De zuidelijke ferry terminal, 1959
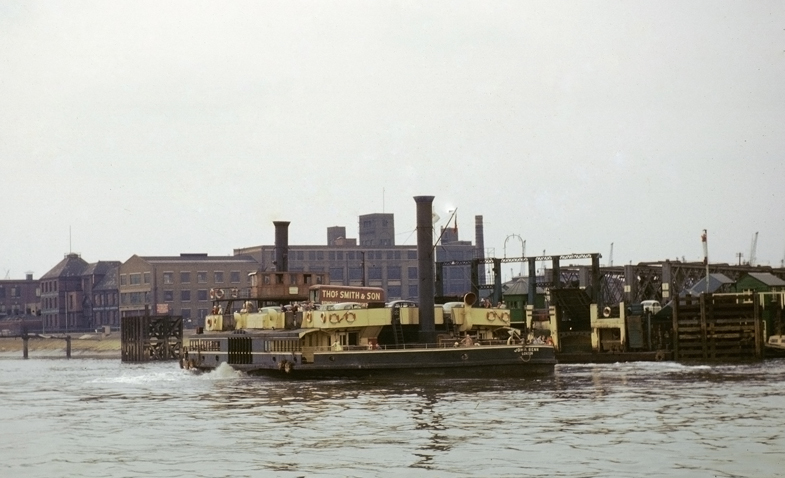
Stoomveerboot John Benn, 1961
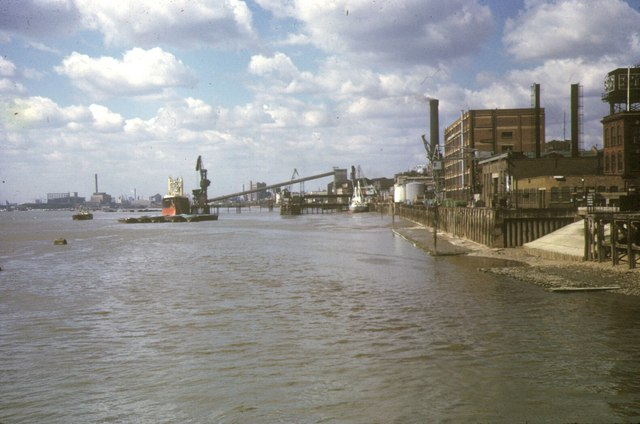
North Woolwich pier, 1973
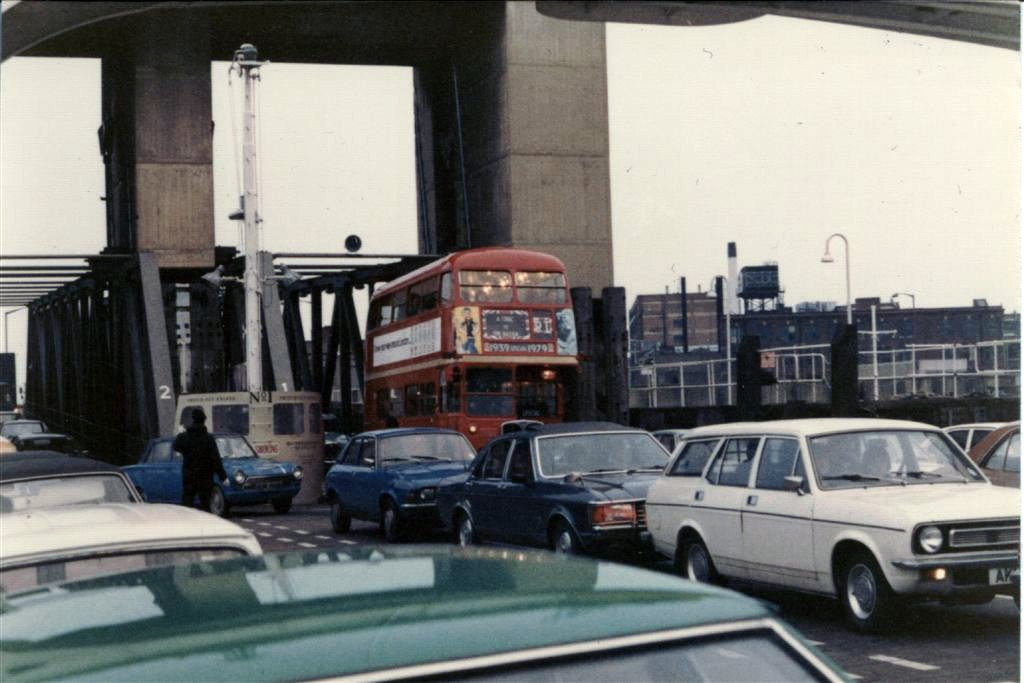
Vol parkeerdek, 1979

## Beschrijving

### Veerboten
De Woolwich Ferry heeft anno 2015 drie veerboten tot haar beschikking: de John Burns, de Ernest Bevin en de James Newman, alle genoemd naar lokale politici. Alle drie zijn in 1963 gebouwd bij de werf Caledon Shipbuilding & Engineering Company in Dundee en zijn voorzien van 500 pk 7-cilinder Mirrlees National dieselmotoren en Voith-Schneider-propellers. De brug bevindt zich in verband met het roll-on-roll-offtype midscheeps. Het passagiersdek bevindt zich onder het autodek.

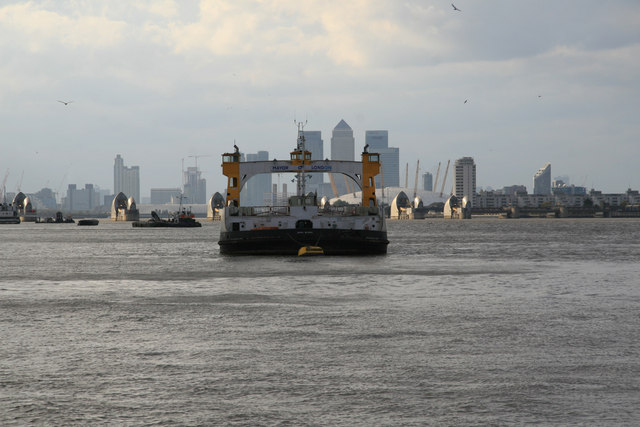
De John Burns in 2008
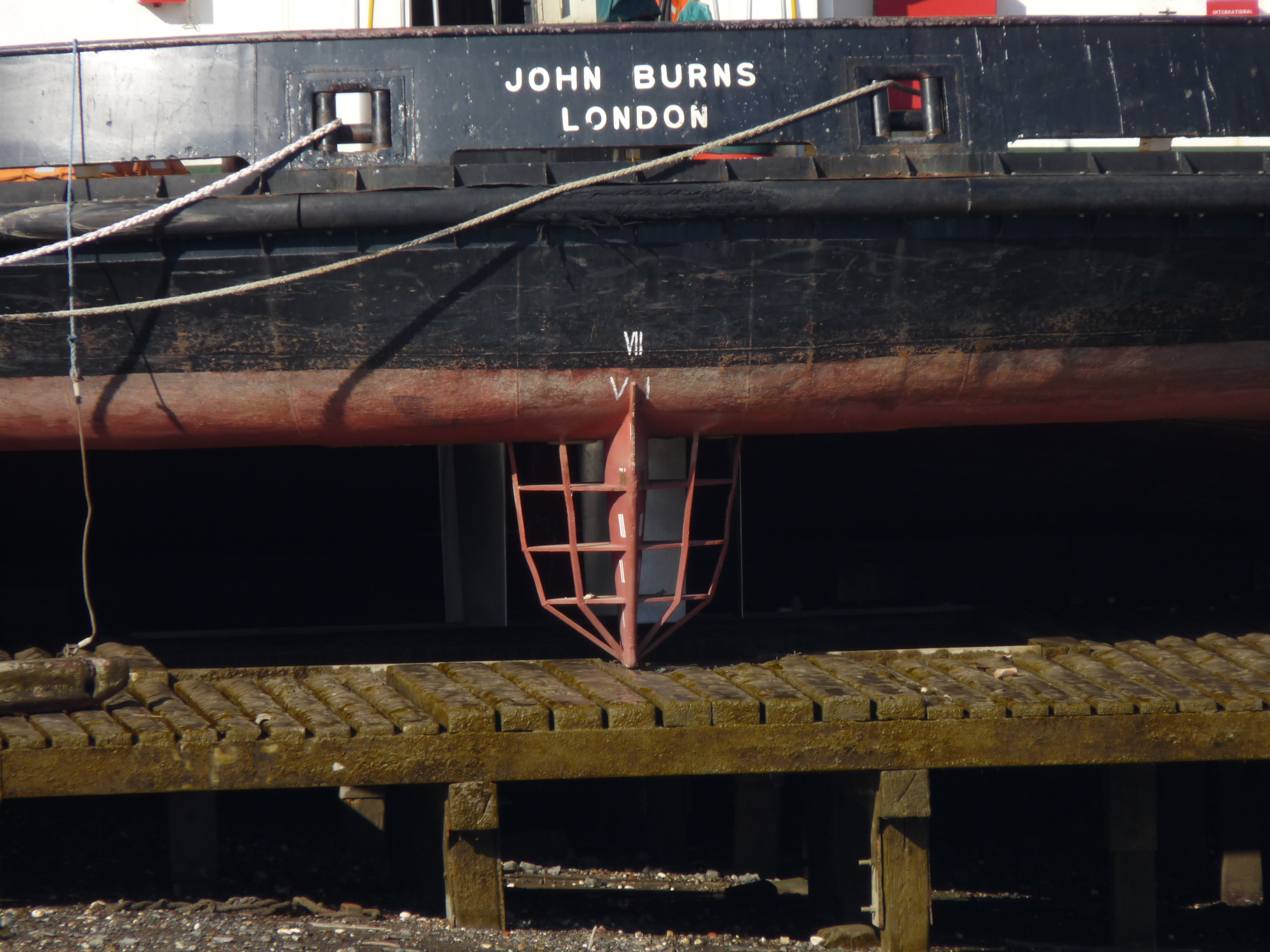
Propeller John Burns
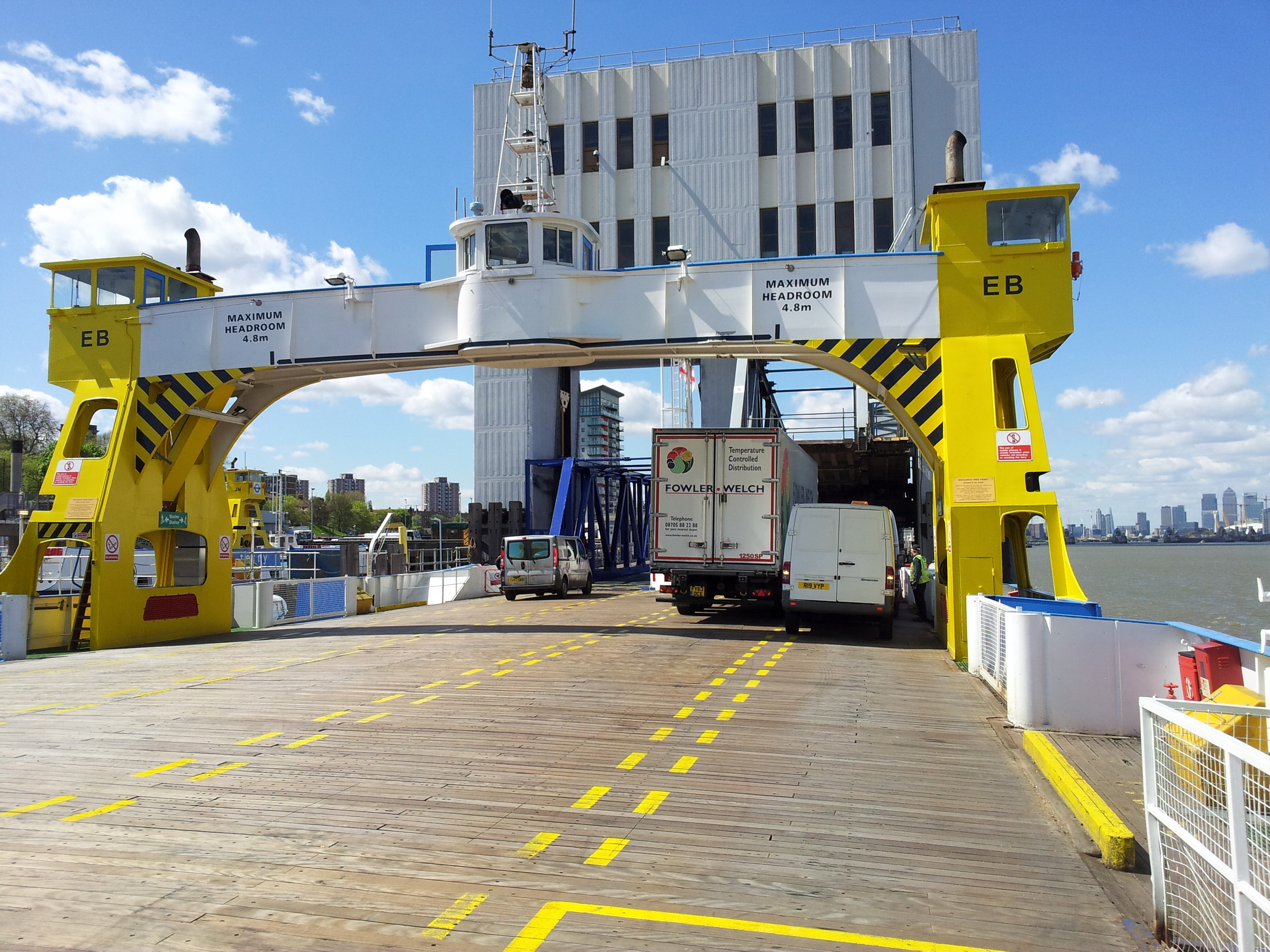
De James Newman in 2015
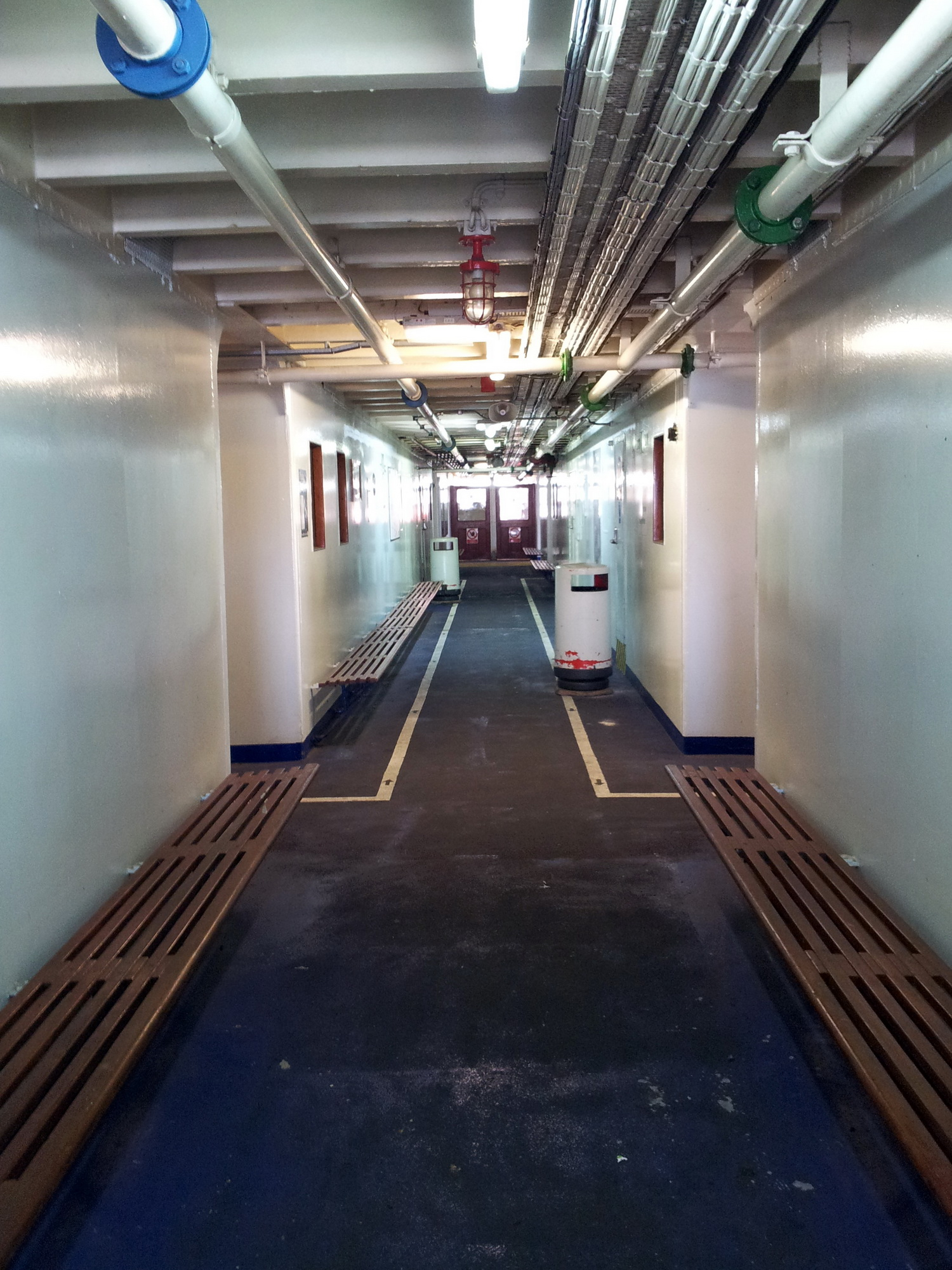
Interieur James Newman

### Infrastructuur
De steigerconstructies uit 1964 zijn van gewapend beton en kunnen een getijdenverschil van 9 meter opvangen. In North Woolwich bevindt zich een klein busstation bij de terminal. In Woolwich wordt het zicht op de ferryterminal vanuit het stadscentrum belemmerd door het Woolwich Leisure Centre. Er bestaan plannen om dit gebouw uit de jaren tachtig te slopen en de oude doorgang vanuit Hare Street te herstellen.

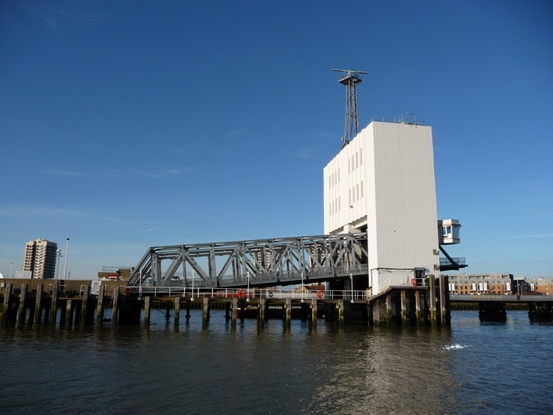
Ferryterminal, North Woolwich
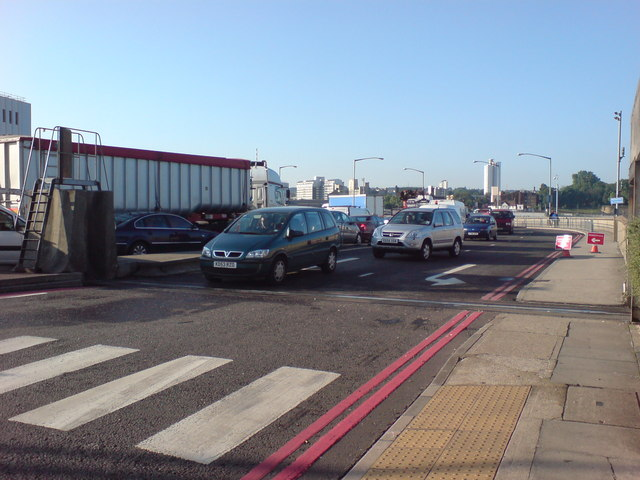
Noordelijke toegangsweg
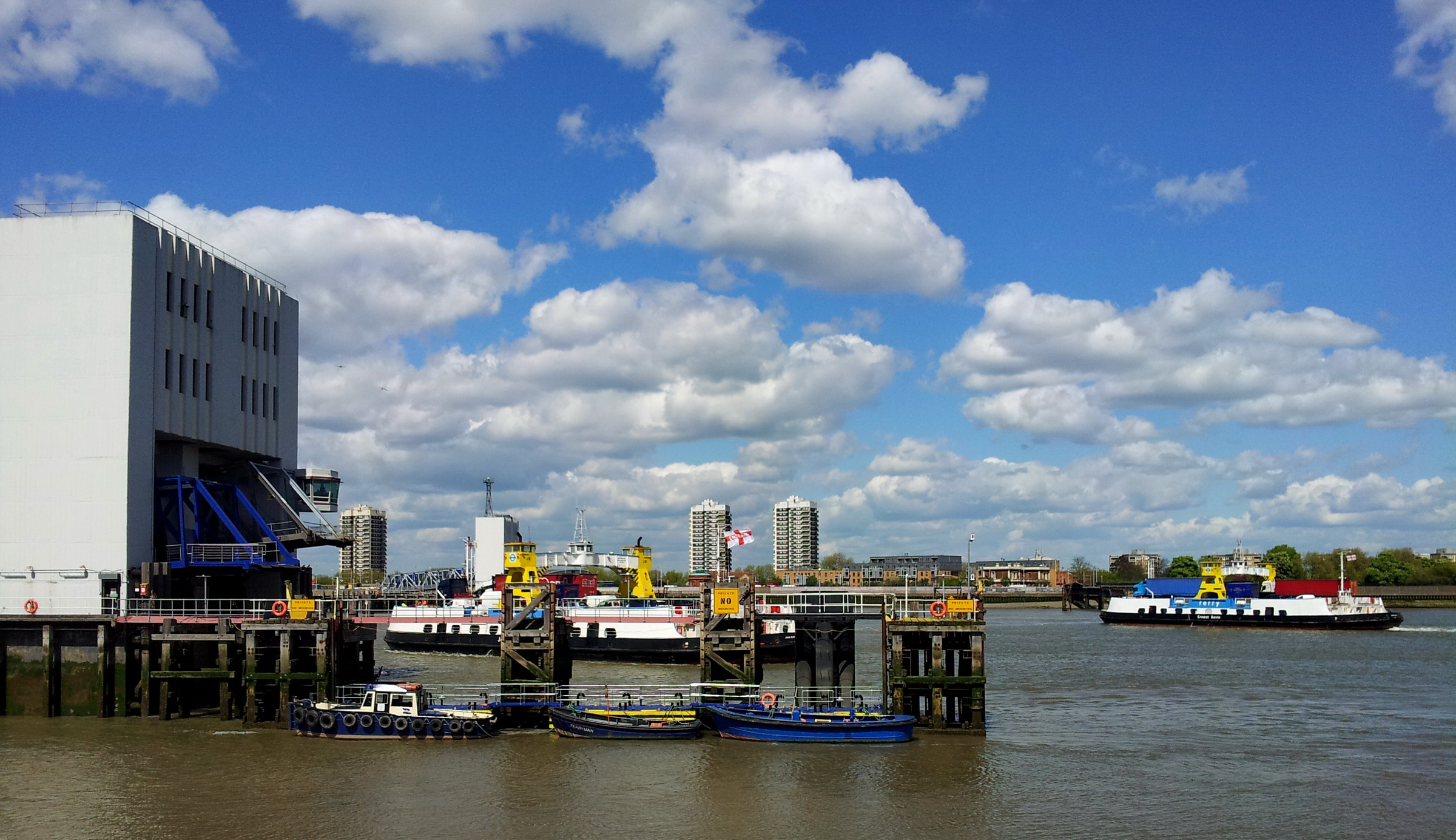
Ferryterminal, Woolwich
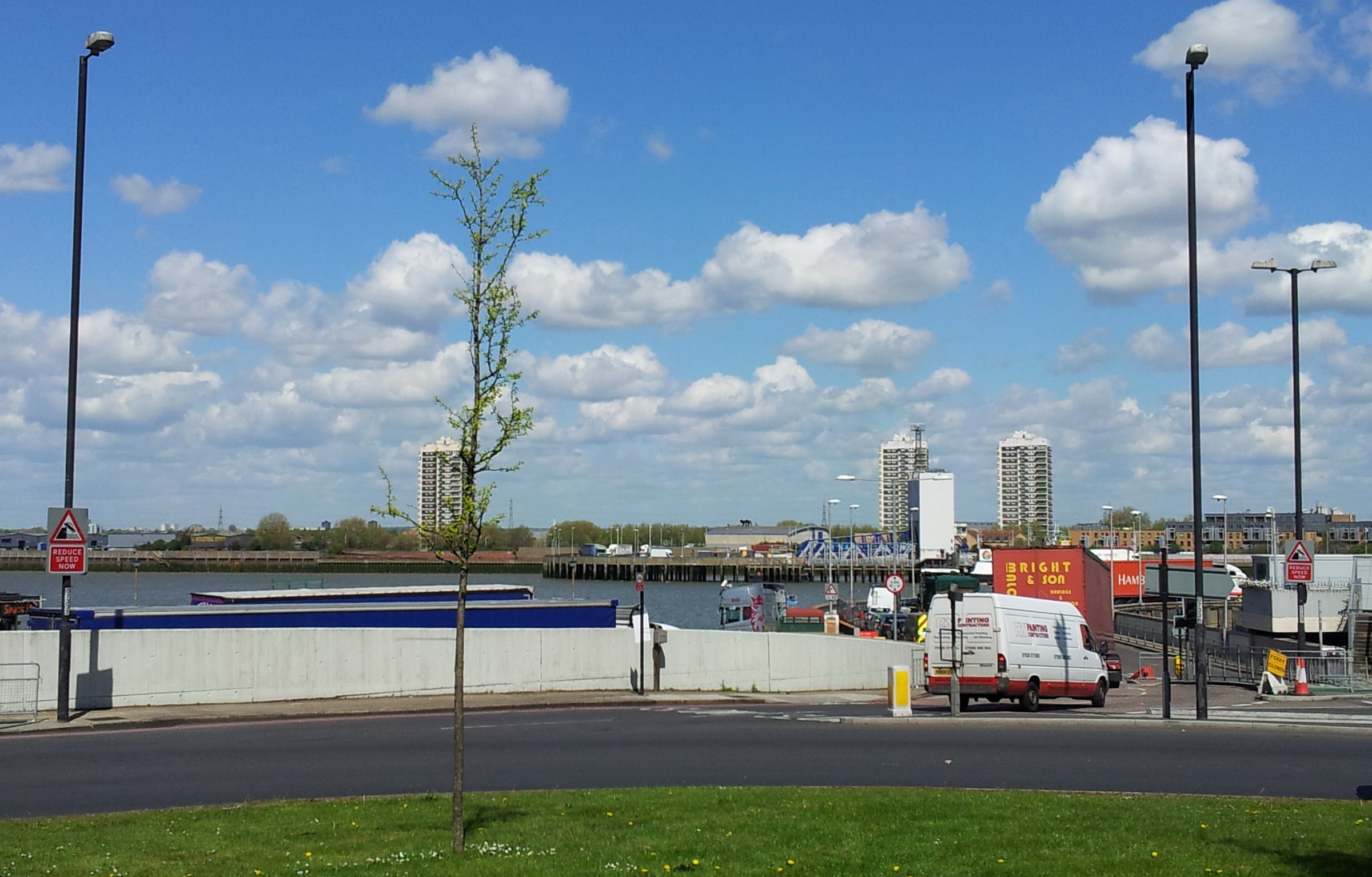
Zuidelijke toegangsweg